# میرزبورگ
شهر میرزبورگ (به آلمانی: Meersburg) در ایالت بادن-وورتمبرگ در کشور آلمان واقع شده‌است.

## نگارخانه

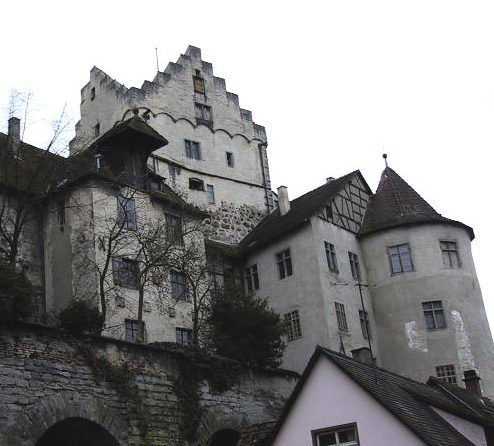
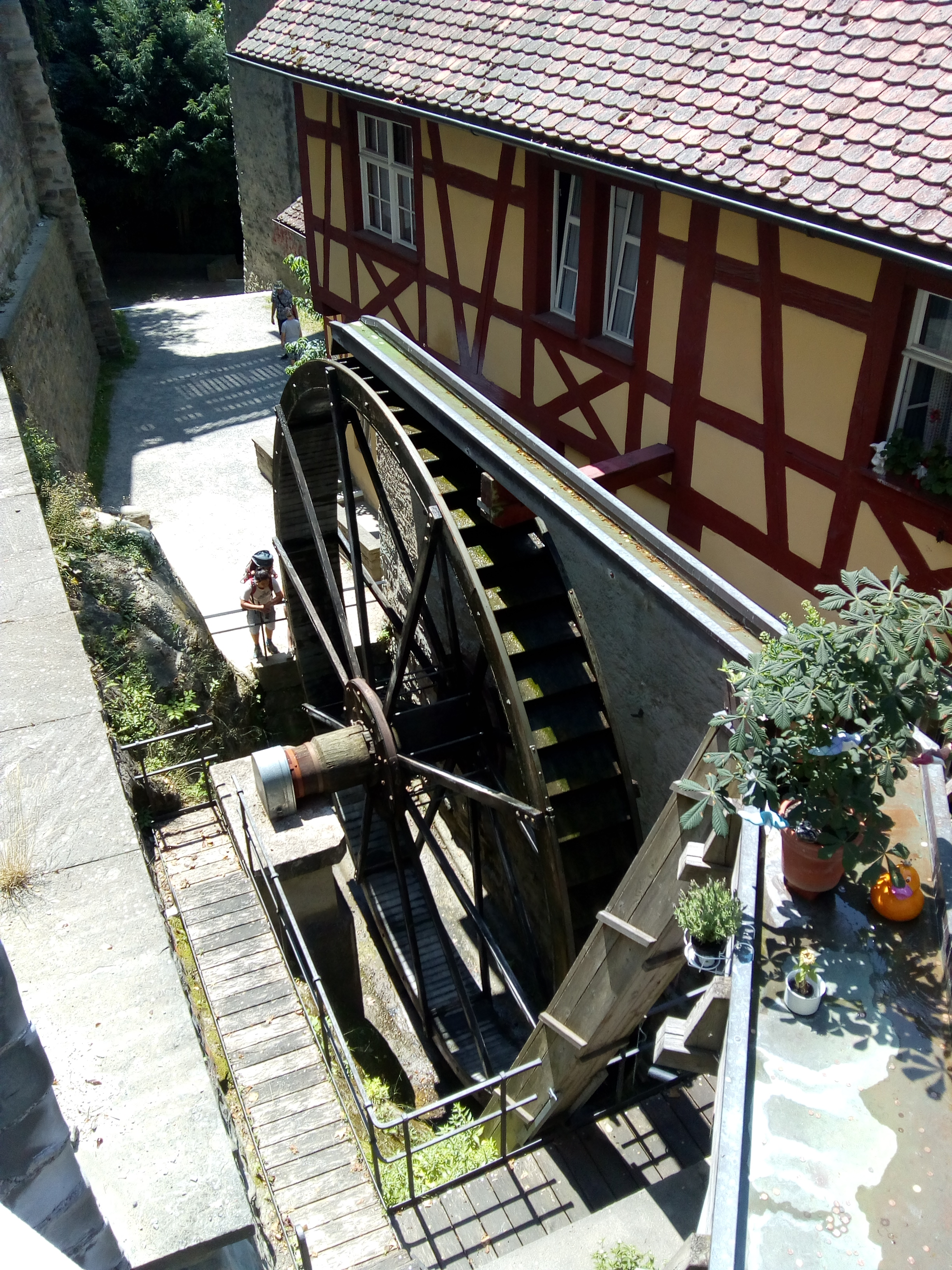
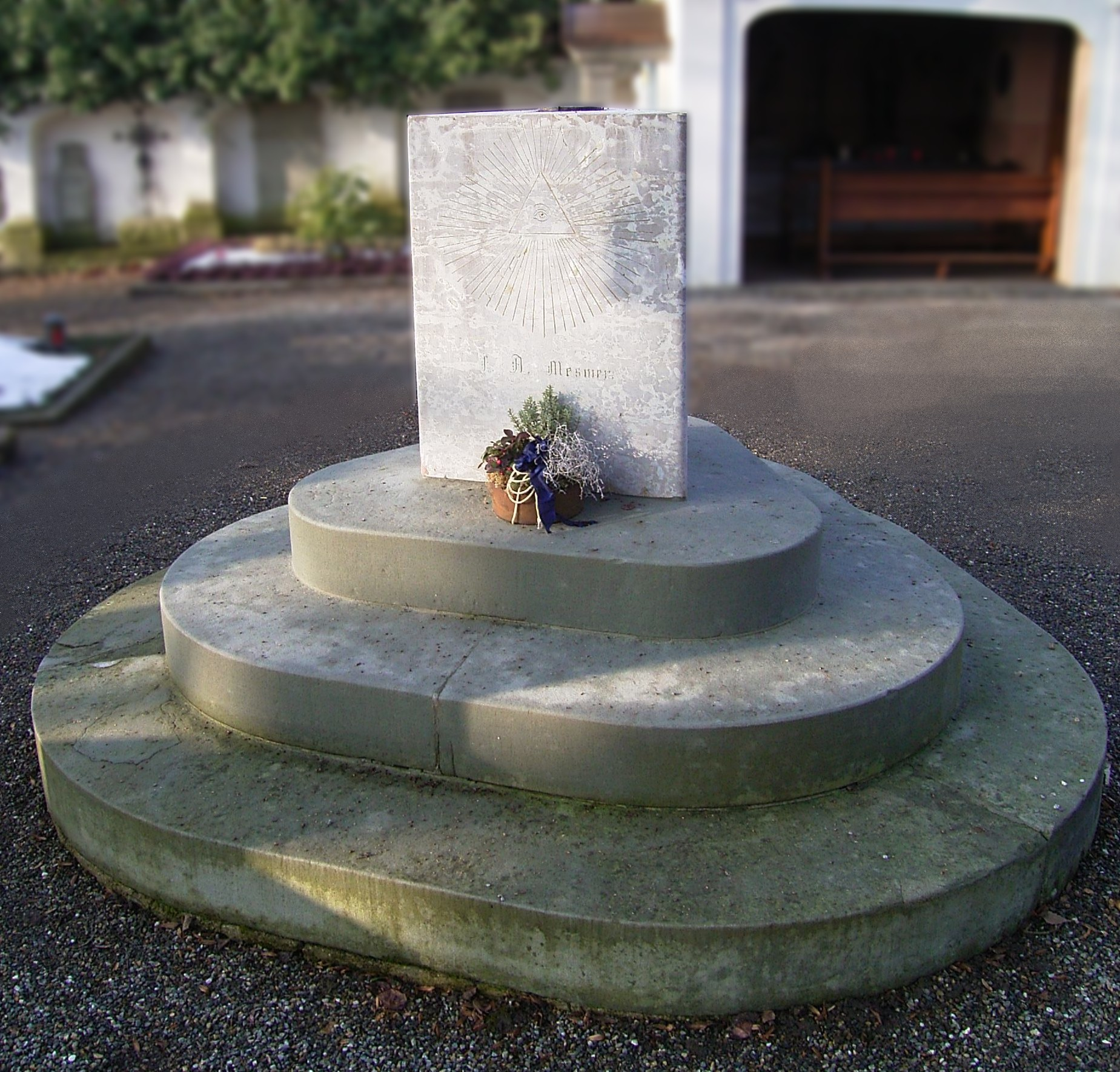
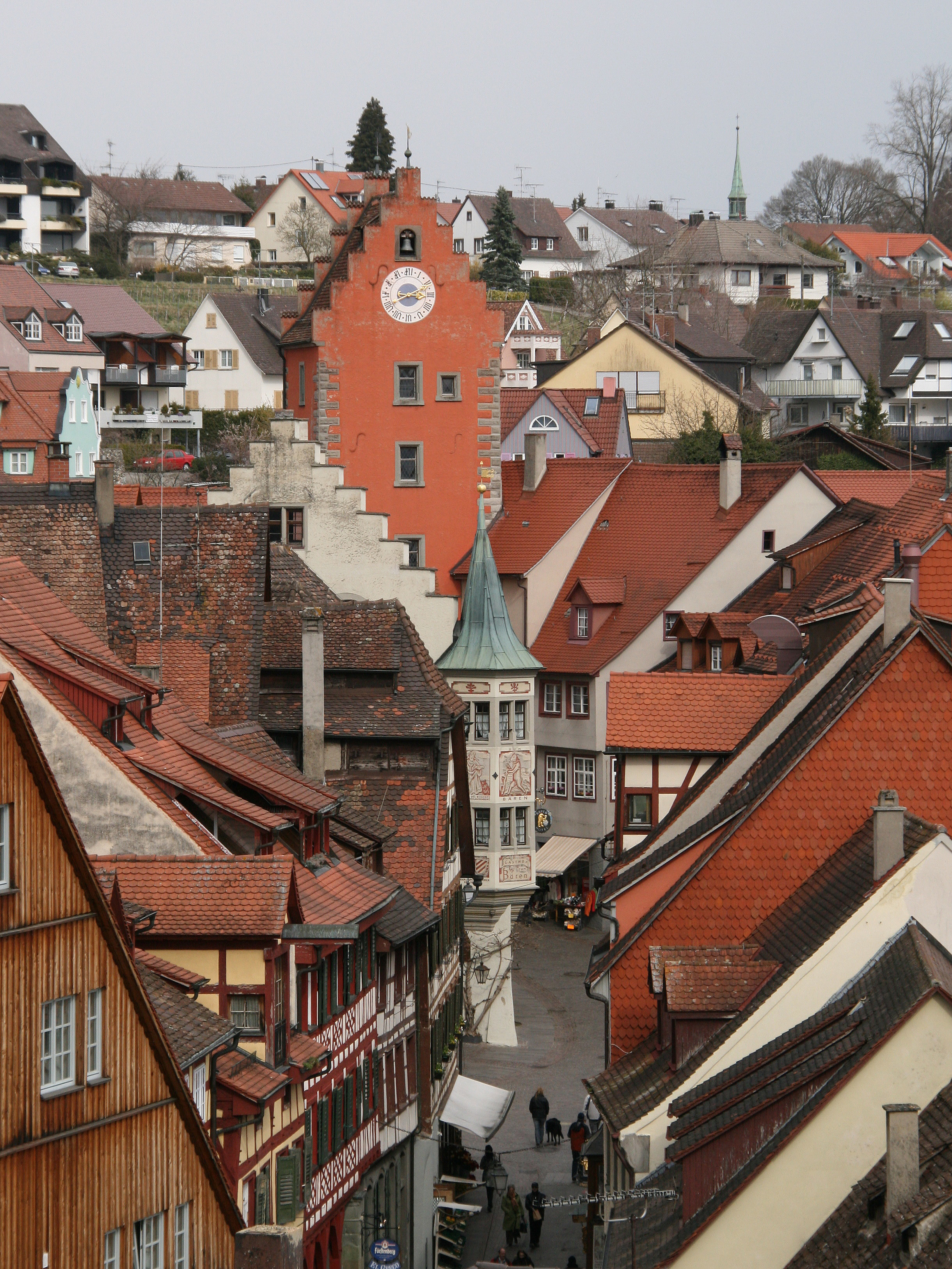